# アンドレイ・エリョーメンコ
アンドレイ・イワノヴィチ・エリョーメンコ（ロシア語：Андре́й Ива́нович Ерёменко;ウクライナ語：Андрій Іванович Єрьоменко；1892年10月2日 - 1970年11月19日）は、ソ連の軍人。ソ連邦元帥。

## 経歴
ルハンシク近郊のマルコフカの貧農の家庭に生まれる。父は軍務に就いていたが、重病になり死去した。以来、アンドレイの母親は、女手一つで5人兄弟を育て上げた。1913年、ロシア帝国軍に召集。第一次世界大戦勃発と共に、兵卒として従軍し、後に分隊長となった。
1917年の二月革命後、連隊委員会に選出。ルーマニア戦線から帰国後に除隊したが、干渉軍に対するパルチザン部隊に加わった。1918年末から赤軍に入り、全連邦共産党（ボリシェヴィキ党）に入党した。その後、旅団情報部長、連隊参謀長、第14騎兵師団の連隊長補佐官を歴任し、ポーランド軍、ヴランゲリ、マフノの部隊と戦った。
1929年、レニングラードの高等騎兵学校を卒業した後、第14騎兵師団第55騎兵連隊長に任命。V.I.レーニン名称軍事政治アカデミー附属政治課程、1935年にM.V.フルンゼ名称軍事アカデミーを卒業。騎兵師団、騎兵軍団を指揮し、ポーランド侵攻、リトアニア併合に参加した。1940年から機械化軍団長、北カフカーズ軍管区司令官、極東第1赤旗軍司令官を歴任し、1941年、ザバイカル軍管区の第16軍司令官となる。
独ソ戦勃発後、西部戦線副司令官に任命され、スモレンスクの戦いに参加した。1941年8月、ドイツ軍の進撃により南西戦線の側面と後方が脅かされたため、ブリャンスク戦線の創設が決定され、エリョーメンコはその司令官となった。10月、エリョーメンコは重傷を負い、モスクワに後送された。
治療後、1942年1月、第4打撃軍司令官に任命され、トロペツ・ホルム作戦に参加したが、再び負傷した。その後、南東戦線（9月からスターリングラード戦線）司令官に任命され、スターリングラード攻防戦に参加。1943年、カリーニン戦線司令官となり、9月からのスモレンスク作戦に参加。1944年2月～4月、独立沿海軍を指揮し、ケルチ海峡からクリミア解放作戦に参加した。同年4月から第2沿バルト戦線司令官となり、9月からのリガ作戦に参加。1945年3月、第4ウクライナ戦線司令官となり、モラフスク・オストラフ作戦を指揮、チェコスロバキア中央部に進撃した。同年6月24日、戦勝記念観閲式に参加。
戦後、沿カルパチア、西シベリア、北カフカーズ軍管区司令官を歴任。1955年、ソ連邦元帥に昇進。1958年からソ連国防省監察総監。
1970年11月19日、死去。赤の広場のクレムリンの壁墓所に埋葬。

## 受勲・顕彰
- レーニン勲章5個、十月革命勲章、赤旗勲章4個、一等スヴォーロフ勲章3個、一等クトゥーゾフ勲章を受章。
- オルジョニキゼ（現ウラジカフカーズ）の高等諸兵科共通指揮学校には、彼の名前が冠された。

## 家族
妻帯、2男1女を有した。長男アンドレイは予備役大佐、次男ウラジーミルは予備役海軍大佐。